# Пиксельная реклама
Пи́ксельная рекла́ма (англ. Pixel advertising) — термин, данный визуальным рекламным объявлениям, которые сгруппированы в одном месте, обычно на заглавной странице специально созданного для такой рекламы веб-сайта.

## История
Пиксельная реклама получила популярность в последнем квартале 2005 года, когда британский студент Алекс Тью (Alex Tew) создал веб-сайт milliondollarhomepage.com и предложил рекламодателям купить место для размещения рекламы, измеренное в пикселях на начальной странице. Цена была установлена по 1 доллар США за пиксел, всего 1 миллион пикселов доступного пространства. Приблизительно через пять месяцев были проданы все пиксели, и Тью заработал один миллион долларов. Это было в новостях во всём мире, поэтому привлекло общественный и деловой интерес к пиксельной рекламе.

## Проблемы
Пик популярности пришёлся на начало 2006 года в силу новизны проекта, но постепенно интерес к пиксельной рекламе сошёл на нет. Проблемы с подобными мультабаннерами следующие:
- у посетителей не было причин возвращаться
- статичный контент
- отсутствие инструментов поиска и фильтрации информации
- рискованность щелчков на баннере
- отсутствие уверенности у пользователей в актуальности информации

## Сайты «Пиксельной рекламы»
- www.milliondollarhomepage.com — Знаменитый сайт Алекса Тью;